# Толгау
Толгау (каракалп., казахск. и ногайск. толғау – раздумья) — философско-дидактический жанр в фольклоре и индивидуальном творчестве казахов, каракалпаков, ногайцев. Становление жанра толгау приходится на XII—XIV века. В казахской поэзии толгау достиг расцвета в XV—XIX веках. В условиях патриархально-родового общества толгау имел большое идеологическое значение. Ведущее место в толгау занимает социально-политическая, философская тематика. Мысли выражаются в форме поучения. В стихе используются не только конечные, но и внутренние рифмы, а иногда только начальные. Афористичность строк лучших толгау (Казтугана, Бухара) способствовала их превращению в пословицы и поговорки. Толгау до нас дошли в устной форме, они исполняются под определённую мелодию в сопровождении музыкального инструмента. Выдающимися представителями жанра толгау являются Жийен Жырау, Казтуган, Доспамбет, Шалкииз, Актамберды, Умбетей, Бухар, Дулат, Махамбет, Базар.